# Kušitski jezici
Kušitski jezici,  porodica afrazijskih jezika raširena po zemljama istočne Afrike, koja obuhvaća (45; prije 47) jezika koji se govore u Etiopiji, Eritreji, Somaliji, Keniji, Sudanu i Tanzaniji. narodi koji govore jezicima ove porodice poznati su pod kolektivnim imenom Kušiti. Dijeli se na 4 glavne skupine:
A) središnji, (4; prije 5 jezika) Etiopija, Eritreja: 
a. istočni (1) Etiopija: xamtanga.
b. sjeverni (1) Eritreja:  bilen.
c. južni (2) Etiopija: awngi; izgubio status jezika kunfal.
d. zapadni (1) Etiopija: qimant.
B) istočni (33, prije 34 jezika), Etiopija, Somalija, Kenija:     
b1. Boon,  Somalija.
b2. Dullay (3) Etiopija: bussa, gawwada, tsamai.
b3. Highland (7) Etiopija: alaba, burji, gedeo, hadiyya, kambaata, libido, sidamo.
b4. Konso-Gidole (2) Etiopija: dirasha, komso.
b5. Oromo (5; prije 6 jezika) Etiopuja, Kenija: istočni oromo, južni oromo (borana-arsi-guji), orma, oromiffa, sanye; izgubio status jezika: garreh-ajuran, podijeljen između borana [gax] i Somalskog [som] .
b6. Rendille-Boni (2) Kenija: boni, rendille.
b7. Saho-Afar (2): afar, saho.
b8. Somalski (6) Somalija: dabarre, garre, jiiddu, maay, somalski, tunni.
b9: Zapadni Omo-Tana (4) Etiopija, Kenija: arbore, baiso, daasanach, el molo.
b10. Yaaku (1) Kenija: yaaku.
C) sjeverni (1), Sudan: bedawi.
D) južni (7), Tanzanija, Kenija: aasáx, alagwa, burunge, dahalo, gorowa, iraqw, kw'adza

## Vanjske poveznice
- Ethnologue (14th)